# Hermann Schwarz (Industrieller)
Hermann Schwarz (* 29. März 1908 in Nördlingen; † 10. November 1995 in München) war ein deutscher Wissenschaftler und Industrieller.

## Leben
Hermann Schwarz wollte ursprünglich, wie sein Vater, Lehrer werden und begann 1927 sein Studium der Physik, Mathematik und Geophysik, zunächst in Heidelberg, dann in München. Nachdem ein Freund ihm die Hochfrequenztechnik schmackhaft gemacht hatte, wechselte er 1929 an die Universität Jena zum seinerzeitigen „Hochfrequenzpapst“ Abraham Esau am Technisch-Physikalischen Institut. In Jena lernte er auch seinen Studienfreund und späteren Unternehmenspartner Lothar Rohde (1906–1985) kennen. 1931 promovierte er mit seiner Dissertation über Strommessungen bei sehr hohen Frequenzen. Seither beschäftigte er sich mit Messtechnik.
Aufgrund der Wirtschaftsdepression blieben Schwarz und Rohde noch zwei Jahre an der Universität, Schwarz arbeitete als Blitzschutzsachbearbeiter am Landmaschineninstitut. Im Herbst 1932 hatten sie zufällig den Oberingenieur Hans Handreck der Hermsdorf-Schomburg-Isolatoren GmbH (kurz: HESCHO) getroffen, der zu dem von Erich Werner Rath (1899–1987) entwickelten keramischen Isolationsmaterial Calit den elektrischen Verlust bei hohen Frequenzen messen lassen wollte. Eine industrielle Hochfrequenzmesstechnik gab es in Europa noch nicht. Andere Institute hatten unterschiedliche Werte des Verlustfaktors im Frequenzbereich 1 bis 100 MHz gemessen. Als erstes gemeinsames Messgerät entwickelten sie einen hochpräzisen Frequenzmesser und konnten bereits nach kurzer Zeit sehr genaue Messwerte liefern. Da Handreck ihnen weitere Aufträge zusicherte, ermutigte sie dieses, trotz der Rezession, ein eigenes Labor zu gründen. 
Am 17. November 1933, drei Monate nach Arbeitsbeginn, meldeten die beiden Gründer gewerbepolizeilich das Physikalisch-technische Entwicklungslabor Dr. Rohde und Dr. Schwarz (kurz: PTE) an, nachdem misstrauische Nachbarn, die eine Falschgeldproduktion vermuteten, Anzeige erstattet hatten und die Kriminalpolizei Nachschau hielt. Ebenso hatten die beiden Gründer auch einen Gesellschaftsvertrag vergessen, dessen Errichtung erst Jahre später erfolgte. Im September 1939 wurde zu Rohde & Schwarz umfirmiert, die Herkunft fand danach nur noch im Firmenzusatz PTE Niederschlag. Seither werden unverändert unter Rohde & Schwarz u. a. Messgeräte produziert.
Hermann Schwarz ist auf dem Bogenhausener Friedhof, Grabstätte 3-1-101, bestattet. Zu seinem 100. Geburtstag legte die Stadt München am 29. August 2008 einen Kranz mit Stadtschleife nieder.

## Familie
Sein Sohn Friedrich Schwarz (* um 1940) war bis Ende 2005 im Vorstand des Unternehmens, davon die letzten zehn Jahre als Vorstandsvorsitzender. Am 30. September 2004 wurde er, wie zuvor schon sein Vater am 24. November 1983, mit der Ehrenbürgerwürde der Gemeinde Markt Teisnach geehrt.
Christian Leicher ist der Enkelsohn des Firmengründers Hermann Schwarz und Mitgesellschafter des Familienunternehmens. Zum 1. Januar 2005 trat Leicher in den Vorstand ein und übernahm mit 1. Juli 2016 den Vorstandsvorsitz.

## Auszeichnungen
- Bayerischer Verdienstorden[10]
- Staatsmedaille für besondere Verdienste um die bayerische Wirtschaft[10]
- 1959: Ehrensenator der Technischen Universität München[10]
- 1968: Prägung einer Silber-Medaille von der Firma Rohde & Schwarz zum 60. Geburtstag von Hermann Schwarz (Entwurf: Eugen Wankmüller)[11]
- 1971: Honorarkonsul der Republik Island für Bayern[10]
- vermutlich 1978: Großes Verdienstkreuz der Bundesrepublik Deutschland[10]
- 1983 Ehrenbürgerwürde der Gemeinde Markt Teisnach[6][7]
- 1984: Stadtsiegel der Stadt Memmingen für vorbildliche Industrieansiedlung[10]
- 1991: Ehrendoktorwürde der Physikalisch-Astronomischen Fakultät der Friedrich-Schiller-Universität Jena[12]
- 1993 Goldene Ehrenmünze der Landeshauptstadt München[13]

Postum:
- Am 10. Mai 2006 wurde die bisherige Tabakstraße in Memmingen im Gedenken an die beiden Firmengründer Lothar Rohde und Hermann Schwarz in Rohde-und-Schwarz-Straße umbenannt.[14]
- Am 22. Mai 2014 wurde für die beiden Physiker, Technikpioniere Lothar Rohde und Hermann Schwarz am Gebäude des Instituts für Festkörperphysik der FSU Jena, Helmholtzweg 3, eine Gedenktafel enthüllt, die vom Alumni-Verein der Physikalisch-Astronomischen Fakultät der Friedrich-Schiller-Universität Jena initiiert wurde.[15]